# Donté Greene
Donté Greene (Munique, 21 de fevereiro de 1988) é um jogador norte-americano de basquete profissional que atuou na  National Basketball Association (NBA). Foi o número 28 do Draft de 2008.